# Thomas Wilde
Thomas Wilde, 1. baron Truro (ur. 7 lipca 1782 w Londynie, zm. 11 listopada 1855 tamże) –  brytyjski prawnik i polityk, członek stronnictwa wigów, minister w rządach lorda Melbourne’a i lorda Johna Russella.
Był drugim synem Thomasa Wilde’a i Mary Knight. Wykształcenie odebrał w St Paul’s School. W 1805 r. rozpoczął karierę prawniczą, ale dopiero w 1817 r. rozpoczął praktykę adwokacką w korporacji Inner Temple. W 1820 r. brał udział w procesie królowej Karoliny.
W latach 1831–1832 i 1835–1841 reprezentował w Izbie Gmin okręg wyborczy Newark. Następnie reprezentował okręg wyborczy Worcester. W 1839 r. został Radcą Generalnym, a w 1841 r. na krótko prokuratorem generalnym. Z parlamentu odszedł w 1846 r. (po kilku miesiącach ponownie na stanowisku prokuratora generalnego), kiedy to został przewodniczącym Sądu Spraw Pospolitych. W 1850 r. otrzymał tytuł 1. barona Truro i zasiadł w Izbie Lordów. W latach 1850–1852 był Lordem Kanclerzem.

## Rodzina
13 kwietnia 1813 r. w Londynie poślubił Mary Wilman (zm. 13 czerwca 1840), córkę Williama Wilmama. Thomas i Mary mieli razem trzech synów i córkę:
- Charles Robert Claude Wilde (1814 – 28 sierpnia 1814)
- Emily Claudine Thomasine Wilde (1815 – 8 lutego 1901), żona Charlesa Wilde’a, nie miała dzieci
- Charles Robert Claude Wilde (1 listopada 1816 – 27 marca 1891), 2. baron Truro
- Thomas Montague Carrington Wilde (17 października 1818 – 10 marca 1878), ożenił się z Emily Chapman, miał z nią jednego syna, późniejszego 3. barona Truro

13 sierpnia 1845 r. w Londynie poślubił Augustę Emmę d’Este (11 sierpnia 1801 – 21 maja 1866), córkę Augusta Fryderyka Hanowerskiego, księcia Sussex, i lady Augusty Murray, córki 4. hrabiego Dunmore. Małżonkowie nie mieli razem dzieci.